# Набережночелнинский проспект
Набережночелнинский проспект (тат. Яр Чаллы проспекты) — центральная автомагистраль, соединяющая кратчайшим путём Старую и Новую часть города Набережные Челны. Проходит через Комсомольский район города.

## История
Проект соединения двух частей города – Старого города (Комсомольский район) и Нового города (Автозаводский и Центральный) в единое целое разрабатывали специалисты Центрального научно-исследовательского и проектного института градостроения (ЦНИИЭПградостроения) совместно с Татгражданпроектом. Строительство велось в конце 1970-х - начале 1980-х годов, а открытие состоялось в 1983 году. Решение присвоить новому проспекту такое название было принято в тот момент, когда город Набережные Челны был переименован в Брежнев. Таким образом одна из главных городских магистралей должна была стать напоминанием о прежнем, историческом названии города. В 2002 году была произведена реконструкция проспекта - с расширением проезжей части до 4-х полос в каждую сторону.

## Расположение и благоустройство
Проспект является отрезком крупнейшей транспортной артерии города на участке от реки Мелекески до пересечения с улицей Академика Королёва. Продолжением проспекта в старой части города является проспект Мусы Джалиля, в новой части города — проспект Мира.
На всём протяжении проспекта параллельно проезжей части проведена трамвайная линия (два пересечения с проезжей частью между ост. «мкрн. Бумажников» и «Пединститут»)
На протяжении проспекта сооружено 3 моста - через реки Мелекеску, Челну и через ж.-д. линию к элеватору (последние два расположены между ост. «Пединститут» и «Челныгорстрой»).
Проспект пересекает исторические районы города – Мысовые Челны (в настоящее время это Красные Челны), первый индустриальный микрорайон города – посёлок ЗЯБ (Завода ячеистых бетонов) и домостроительного комбината, и остатки деревень Орловки и Мироновки. К проспекту примыкают одни из наиболее благоустроенных микрорайонов города – Бумажников (изначально предназначался для работников Картонно-бумажного комбината) и Электротехников (предназначался для работников НПО Татэлектромаш).
Протяжённость проспекта составляет около 4,75 км. Ширина проезжей части — по четыре полосы в каждую сторону. На протяжении проспекта имеются четыре регулируемых пешеходных перехода (ост. «Пединститут», «Челныгорстрой», пересечения с ул. Нариманова и ул. Ак. Королёва), два подземных пешеходных перехода (ост. «мкрн. Бумажников» и «мкрн. Электротехников»). Интенсивность движения на Набережночелнинском проспекте является самой высокой среди всех городских магистралей и составляет 3000 авт./час, пропускная способность — 3500 авт./час. На проспекте в часы пик наблюдается замедление движения, нередко появляются серьёзные пробки.

## Архитектура и значимые объекты
Архитектура Набережночелнинского проспекта крайне разнородна. Вдоль него расположились как комфортабельные коттеджи, так и 9-12-этажные многоподъездные дома. В то же время до сих пор сохранились скромные деревенские постройки. Близлежащие улицы же застроены 5-этажными блочными и кирпичными домами 1970-х – 1980-х годов, однако на проспекте остаётся ещё достаточно много свободного места, которое может быть использовано как для уплотнения застройки, так и для благоустройства.
На проспекте находятся различные социальные, медицинские, образовательные объекты: Больница скорой медицинской помощи (БСМП), городская поликлиника №4, филиал Сбербанка, военкомат, Набережночелнинский педагогический институт, медицинский колледж, Набережночелнинский филиал Института Экономики, Управления и Права, бассейн «Дулкын», рынок «Арзан».
Вдоль проспекта расположено два православных храма - Храм преподобного Серафима Саровского - открыт и освящён в 2006 году, а также храм Космы и Дамиана (Орловская церковь) - являющейся самой старой постройкой Набережных Челнов и включённый в список исторических памятников города.

## Общественный транспорт
Общественный транспорт на Набережночелнинском проспекте представлен автобусами, маршрутными такси и трамваями.
В 2014 году по северной стороне проспекта была построена трамвайная линия протяжённостью 4 км от пересечения с улицей Ак. Королёва до линии в трамвайное депо, таким образом трамвайное движение стало возможным по всему проспекту.